# Die Schuldigkeit des ersten Gebots
Pour les articles homonymes, voir K35.
Die Schuldigkeit des ersten Gebots, K. 35 (Le Devoir du premier Commandement) est un drame sacré composé par Wolfgang Amadeus Mozart en 1767, sur un livret du poète salzbourgeois Ignatz Anton von Weiser (de). 
Considéré parfois comme le premier opéra de Mozart, c'est en fait davantage un oratorio, même si on est assez loin de Haendel : les personnages sont des allégories et non des types humains, et nulle action théâtrale ne se déploie. Mozart l'a appelé, dans le titre, geistliches Singspiel : « Singspiel spirituel », ce qui le rapproche du Singspiel profane, forme qui deviendra l'opéra proprement allemand du début du XIXe siècle, et qui était à l'époque mi-parlée mi-chantée. L'œuvre se situe dans la tradition du drame scolaire jésuite des XVIIe et XVIIIe siècles (David et Jonathas de Marc-Antoine Charpentier, par exemple).

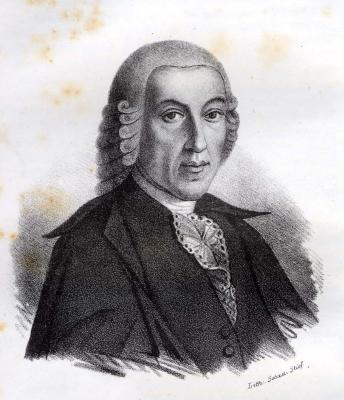
Ignatz Anton von Weiser, librettiste

Seule la première partie fut composée par Mozart, probablement aidé de son père Leopold, dont l'écriture se retrouve dans l'autographe. La deuxième et la troisième partie furent complétées respectivement par Michael Haydn et Anton Cajetan Adlgasser. Elles sont aujourd'hui perdues. 
La création de la première partie eut lieu le 12 mars 1767 au palais de l'Archevêché de Salzbourg. Maria Magdalena Lipp, qui créa le rôle de la Miséricorde, était l'épouse de Michael Haydn. La seconde partie a été représentée le 19 et la troisième le 26 du même mois. La qualité de l'œuvre marqua les esprits : la chronique du collège universitaire mentionne dès ce mois la création de Die Schuldigkeit et souligne que « la musique sonnait agréablement ». 

## Synopsis
Les figures allégoriques de l'« Esprit du christianisme » (Christgeist), de la « Miséricorde divine » (Barmherzigkeit) et de la « Justice divine » (Gerechtigkeit) essaient de sortir de leur assoupissement les « chrétiens tièdes » (Apocalypse 3:16 : Ainsi, parce que tu es tiède, et que tu n'es ni froid ni bouillant, je te vomirai de ma bouche) pour les arracher à l'influence de l'« Esprit du monde » (Weltgeist). Le titre de l'œuvre se réfère à Marc 12,29 : « Jésus répondit: Voici le premier (commandement): Écoute, Israël, le Seigneur, notre Dieu, est l'unique Seigneur ».

## Distribution
| Rôle                                                                 | Tessiture | Créateur du rôle      |
| -------------------------------------------------------------------- | --------- | --------------------- |
| Gerechtigkeit, La justice divine                                     | soprano   | Maria Anna Braunhofer |
| Christgeist, L'esprit du christianisme                               | ténor     | Franz Anton Spitzeder |
| Barmherzigkeit, La miséricorde                                       | soprano   | Maria Magdalena Lipp  |
| Ein lauer und hinnach eifriger Christ, Un chrétien tiède et hésitant | ténor     | Joseph Meissner       |
| Weltgeist, L'esprit du monde                                         | soprano   | Maria Anna Fesemayer  |

## Orchestration
| Instrumentation de Die Schuldigkeit des ersten Gebots                |
| Voix                                                                 |
| 3 sopranos, 2 ténors                                                 |
| Cordes                                                               |
| premiers violons, seconds violons, altos, violoncelles, contrebasses |
| Bois                                                                 |
| 2 hautbois 2 bassons                                                 |
| Cuivres                                                              |
| 2 cors 1 trombone                                                    |
| Clavier                                                              |
| 1 clavecin dans les récitatifs secs                                  |

## Structure
- Sinfonia : Allegro
- Recitativo : die löblich' und gerechte Biete (Gerechtigkeit, Barmherzigkeit, Christgeist)
- Aria 1 : mit Jammer muß ich schauen (Christgeist)
- Recitativo : So vieler Seelen Fall (Gerechtigkeit, Barmherzigkeit)
- Aria 2 : Ein ergrimmter Löwe brüllet (Barmherzigkeit)
- Recitativo : Was glaubst du (Gerechtigkeit, Barmherzigkeit, Christgeist)
- Aria 3 : Erwache, fauler Knecht (Gerechtigkeit)
- Recitativo : Er reget sich (Barmherzigkeit, Gerechtigkeit, Christgeist)
- Recitativo : Wie, wer erwecket mich ? (Weltgeist, Christgeist, Christ)
- Aria 4 : Hat der Schöpfer dieses Leben (Weltgeist)
- Recitativo : Daß Träume Träume sind (Christ)
- Aria 5 : Jener Donnerworte Kraft (Christ)
- Recitativo (Weltgeist, Christgeist, Christ)
- Aria 6 : Ist dieses, o so zweifle nimmermehr (Weltgeist, Christ)
- Recitativo : Wen hör' ich nun hier (Weltgeist, Christgeist, Christ)
- Aria 7 : Manches Übel (Christgeist)
- Recitativo : Er hält mich einem Kranken gleich (Weltgeist, Christgeist, Christ)
- Recitativo : Hast du nunmehr erfahren (Barmherzigkeit, Gerechtigkeit, Christgeist)
- Terzetto 8 : Laßt mir eurer Gnade Schein (Barmherzigkeit, Gerechtigkeit, Christgeist)

- Durée de l'exécution : environ 90 minutes.